# Phyllophaga manaosana
Phyllophaga manaosana är en skalbaggsart som beskrevs av Moser 1924. Phyllophaga manaosana ingår i släktet Phyllophaga och familjen Melolonthidae. Inga underarter finns listade i Catalogue of Life.